# (26094) 1988 NU
1988 أن يو (ويعرف أيضًا باسم (26094) 1988 أن يو وفق تسمية الكوكب الصغير) (بالإنجليزية: 1988 NU)‏ هو كويكب ضمن حزام الكويكبات؛ وترتيبه 26094 من حيث الاكتشاف.
اكتُشف هذا الجُرم الفلكي بواسطة اليانور إف. هيلين في 11 يوليو 1988.

## وصلات خارجية
- (26094) 1988 NU في قاعدة بيانات مختبر الدفع النفاث لأجرام النظام الشمسي الصغيرة

- الاكتشاف · مخطط المدار ·  العناصر المدارية · المعلمات المادية

- (26094) 1988 NU على موقع ويكي سكاي: DSS2, SDSS, GALEX, IRAS, Hydrogen α, X-Ray, Astrophoto, Sky Map, Articles and images